# Communauté de communes du Pays de Damville
La communauté de communes du Pays de Damville est une ancienne communauté de communes française, située dans le département de l'Eure et dans la région Normandie.

## Histoire
Supplantée le 1er janvier 2017 par la communauté de communes Interco Normandie Sud Eure.

## Composition
Elle regroupe 16 communes et 8 690 habitants (au recensement de 2012) :
| Commune              | Population 2012 | Code postal | Code INSEE |
| -------------------- | --------------- | ----------- | ---------- |
| Avrilly              | 461             | 27240       | 27032      |
| Buis-sur-Damville    | 1002            | 27240       | 27416      |
| Chanteloup           | 89              | 27240       | 27145      |
| Corneuil             | 530             | 27240       | 27172      |
| Damville             | 2051            | 27240       | 27198      |
| Les Essarts          | 434             | 27240       | 27225      |
| Gouville             | 682             | 27240       | 27293      |
| Grandvilliers        | 370             | 27240       | 27297      |
| L'Hosmes             | 87              | 27570       | 27341      |
| Manthelon            | 349             | 27240       | 27387      |
| Roman                | 283             | 27240       | 27491      |
| Le Roncenay-Authenay | 396             | 27240       | 27024      |
| Le Sacq              | 308             | 27240       | 27503      |
| Sylvains-les-Moulins | 1223            | 27240       | 27693      |
| Thomer-la-Sôgne      | 331             | 27240       | 27634      |
| Villalet             | 94              | 27240       | 27688      |